# Натюрморт із зайцем
«Натюрмо́рт із за́йцем» — намюрморт голландського художника 17 століття Яна Венікса, один з найкращих натюрмортів в музейних збірках України. Походить з приватної збірки Богдана та Варвари Ханенків.
Вертикальне полотно присвячене зображенню мисливських трофеїв. Серед трофеїв — заєць та птахи, яких неодноразово зображував художник в своїх творах. В декоративних панно та натюрмортах художник часто подавав фрагмент пейзажу чи ідилічний краєвид. Має частину подібного краєвиду і полотно «Натюрморт з зайцем» праворуч. Понизу ліворуч знайдені підпис митця і дата — 1704.